# Krym Girej

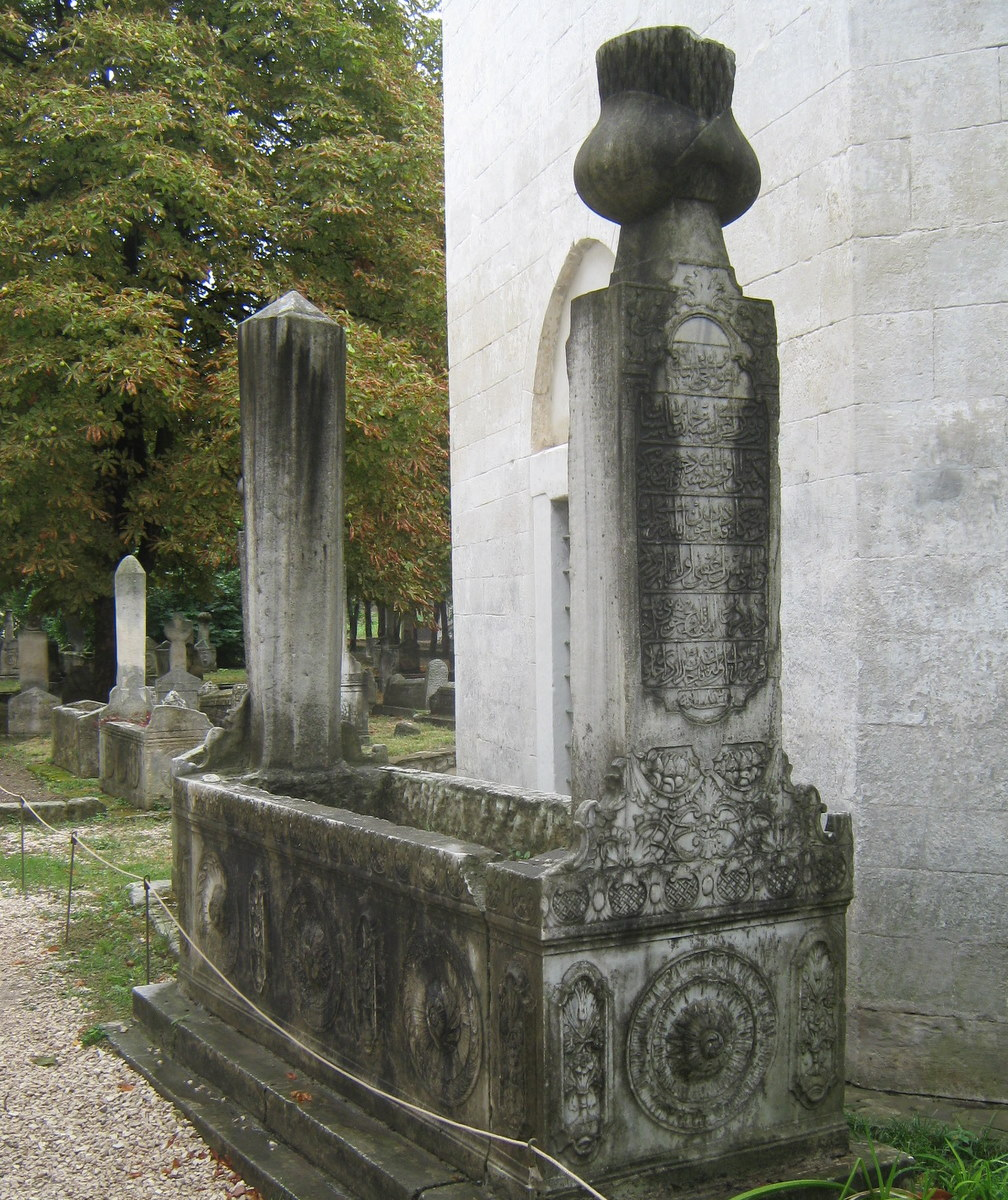
Grobowiec Krym Gireja

Krym Girej (zm. 1769 r.) – chan krymski w latach 1758–1764 oraz 1768–1769.
Sojusznik konfederatów barskich, przeciwnik Rosji i Stanisława Augusta Poniatowskiego. Za jego panowania tego  doszło do ostatniego wielkiego najazdu Tatarów na Ukrainę polską i rosyjską. Ostatni wielki i wybitny wódz oraz wojownik Chanatu Krymskiego.
Pochowany na Cmentarzu Chanów w Bachczysaraju.